# Vakbondsonderdrukking
Vakbondsonderdrukking is het verstoren of weren van een vakbondswerking of het verhinderen van werknemers of vakbondsmilitanten om zich te organiseren in een vakbond. Werkgevers kunnen vakbonden onderdrukken op wettelijke en illegale manieren, van subtiele beïnvloeding tot het gebruik van fysiek geweld. Hoewel volgens de Universele Verklaring van de Rechten van de Mens eenieder het recht heeft om zich aan te sluiten bij een vakbond, is dit in veel landen geen bindende wet. Ook de wetgever kan aan vakbondsonderdrukking doen, door antisyndicalistische wetgeving op te nemen in het arbeidsrecht, bijvoorbeeld door het stakingsrecht in te perken. Vakbondsonderdrukking is schering en inslag in de Verenigde Staten, waar de praktijk bekendstaat als union busting.